# Mistrzostwa Europy juniorów w biathlonie
Mistrzostwa Europy juniorów w biathlonie zostały rozegrane po raz pierwszy w 1994 w fińskiej miejscowości Kontiolahti. Rozegrano wówczas trzy konkurencje: bieg indywidualny, sprint oraz bieg sztafetowy. Wszystkie konkurencje zostały rozegrane dla juniorów i juniorek. W 1998 na mistrzostwach w Mińsku po raz pierwszy rozegrano bieg pościgowy. W 1999 bieg pościgowy nie został włączony do programu mistrzostw w Iżewsku. Bieg pościgowy wszedł do programu mistrzostw w 2000, na pierwszych mistrzostwach organizowanych w Polsce, w Zakopanem/Kościelisku do mistrzostw w Madonie. Od 2024 zamiast biegu pościgowego w programie znalazły się mass starty 60.
Od 2016 roku mistrzostwa Europy w biathlonie są organizowane oddzielnie dla seniorów i juniorów.

## Organizatorzy[1]
- 1994  Kontiolahti
- 1995  Le Grand-Bornand
- 1996  Ridnaun
- 1997  Windischgarsten
- 1998  Mińsk
- 1999  Iżewsk
- 2000  Zakopane/Kościelisko
- 2001  Haute Maurienne
- 2002  Kontiolahti
- 2003  Forni Avoltri
- 2004  Mińsk
- 2005  Nowosybirsk
- 2006  Langdorf
- 2007  Bansko
- 2008  Nové Město
- 2009  Ufa
- 2010  Otepää
- 2011  Ridnaun
- 2012  Osrblie
- 2013  Bansko
- 2014  Nové Město
- 2015  Otepää
- 2016  Pokljuka
- 2017  Nové Město
- 2018  Pokljuka
- 2019  Sjusjøen
- 2020  Hochfilzen
- 2022  Pokljuka
- 2023  Madona
- 2024  Jakuszyce
- 2025  Altenberg
- 2026  Imatra